# Renan Amaral
Renan Amaral Andreão é um escritor, roteirista e diretor de obras audiovisuais (filmes e séries). Nascido em 03 de Março de 1986, em Vitória (Espírito Santo). É o irmão do meio de uma família de 3 filhos. Formou-se em Cinema e Vídeo pela Universidade Estácio de Sá em 2007 e viajou para Madrid, Espanha, onde concluiu, em 2009, um curso de Direção Cinematográfica na Escuela de Cine y Televisión Sétptima-Ars. Ao longo do curso, escreveu e dirigiu dois curtas metragens rodados em 16mm e finalizados digitalmente, intitulados: "Cariño" e "Un Señal".
Com a conclusão do curso, retornou ao Brasil, investindo em trabalhos autorais no campo do audiovisual e literário, lançando obras de impacto em festivais nacionais e internacionais, sob o selo da produtora Jemastê Filmes (2017) como a websérie VALERIANAS e o curta metragem A QUARTA VEZ.
Em 2020, lançou sua primeira obra literária, intitulada RELATOS DE UM PISCIANO ANSIOSO - PARTE 01.
Em 2021, com a Lei Aldir Blanc, através da Secretaria de Cultura do Estado do Espírito Santo, escreveu e dirigiu a série para internet chamada Sala de Espera e o ciclo de palestras Diálogos no tempos: Histórias de Mulheres Capixabas, que contou com grandes personalidades como Bernardete Lyra, Ethel Maciel e Camila Valadão.
Em 2022, ganhou o Terceiro concurso de Microcontos da Editora Ipê Amarelo e foi selecionado com o conto HOJE EU ACABO COM A SUA DOR para a antologia ENTRE CAVEIRAS, LUPAS E SÓTÃOS: CONTOS DE TERROR, SUSPENSE E MISTÉRIO  do Selo Off Flip.

## Festivais e premiações

### CARREIRA AUDIOVISUAL

#### Série VALERIANAS
- Melhor diretor drama no Rio Web Fest 2019.
- Melhor diretor drama e Melhor série drama Digital Media Fest 2019
- Melhor elenco drama: Asia Web Awards 2019
- Melhor elenco drama: Baltimore Media Web Fest 2020
- Melhor fotografia e melhor elenco: British Web Awards 2020
- Melhor série dramática: Sydney Web Fest 2020
- Melhor série internacional: New Zeland Web Fest 2020
- Melhor direção de fotografia: International On Line Web Fest 2020 (Inglaterra)
- Melhor atriz (Gabrielle Novello): Japan Web Fest 2021
- Melhor websérie: Fest Cine Pedra Azul 2021

#### Curta Metragem A QUARTA VEZ
- Finalista do edital 01 MINUTO CONTRA A VIOLÊNCIA, criado pelo Senado Federal, cujo tema era FEMINICÍDIO, QUE CRIME É ESSE?;
- Seleção oficial do festivais FILMAÊ e LABRRIF

### CARREIRA LITERÁRIA
- Vencedor do terceiro concurso de Micro contos da Editora Ipê Amarelo, 2022, com o conto: A breve história de um artista independente.